# مارلين جونز
مارلين جونز (بالإنجليزية: Marilyn Jones)‏ هي راقصة باليه أسترالية، ولدت في 17 فبراير 1940.